# Ubenide
Ubenide jest jednym z ośmiu okręgów wyborczych Nauru. Swoim zasięgiem obejmuje dystrykty Baiti, Denigomodu, Nibok oraz Uaboe. Z tego okręgu wybiera się 4 członków parlamentu.
Nazwa okręgu jest akronimem pochodzącym od nazw wszystkich czterech dystryktów (dawna nazwa Baiti to "Beidi").
Obecnymi reprezentantami okręgu Ubenide (po wyborach z roku 2013) w Parlamencie Nauru są David Adeang, Valdon Dowiyogo, Russell Kun i Ranin Akua. W przeszłości, okręg ten reprezentowali:
- Kennan Adeang[3],
- Aloysius Amwano[4],
- Austin Bernicke (później reprezentował jeszcze okręg Buada)[5],
- Jacob Dagabwinare[6],
- Buraro Detudamo[7],
- Timothy Detudamo[5]
- Bernard Dowiyogo[8],
- Victor Eoaeo[9],
- Derog Gioura[10],
- Lagumot Harris[11],
- Joseph Hiram[10],
- Frederick Pitcher[4],
- Fabian Ribauw[10],
- Dagabo Scotty[12].